# Kan mazdeu
Kan mazdeu (kat. Can Masdeu) je socijalni centar u dolini San Genisa, na obodu Barselone. Nastao je decembra 2001. kada je međunarodna grupa aktivista skvotirala napušteni prostor i zemlju oko njega, koju obrađuju zajedno sa komšijama. Zgrada je veoma stara, neki delovi su izgrađeni u 17. veku, a u 20. veku je bila bolnica za obolele od lepre, što je glavni razlog da je stajala napuštena 53 godine. 
Prostor je vremenom zaživeo i 2006. godine, preko 25 ljudi živi u kući. Učestvovanje u zajednici podrazumeva dvonedeljne sastanke, obrađivanje organske bašte, kućne poslove, zajedničko spremanje obroka i svaki član daje 25 evra mesečno za troškove. 
Često organizuju javne manifestacije protiv rata, genetički modifikovane hrane, špekulacije nekretninama i protiv G8. Zalažu se za korišćenje prirodnih izvora energije, i neki njihovi projekti su solarno kuvalo, solarni kolektor, pravljenje komposta i radionica za bicikle. 

## Spoljašnje veze
- Can Masdeu